# Preußische Treuhand
Die Preußische Treuhand GmbH, Prussian Claims Society (vormals maßgeblich in der Rechtsform der GmbH & Co. KGaA tätig) ist ein Unternehmen, das sich die Durchsetzung von Eigentumsansprüchen von Bewohnern ehemaliger Ostgebiete des Deutschen Reiches zum Ziel gesetzt hat. Das Unternehmen hat seinen Sitz in Düsseldorf und will die möglichen Eigentumsansprüche einzelner Vertriebener juristisch klären und durchsetzen. Es steht in keiner Beziehung zur ehemaligen Treuhandanstalt des Bundes. Insgesamt reichte die Preußische Treuhand 23 Einzelbeschwerden beim Europäischen Gerichtshof für Menschenrechte ein. Die Ansprüche wurden vom Gerichtshof im Oktober 2008 für unzulässig erklärt.

## Geschichte
Die Initiative für die Gründung ging von der Landsmannschaft Ostpreußen aus. Die Preußische Treuhand wurde zunächst als Aktiengesellschaft konzipiert, um vor allem das strittige Eigentum zu verwalten und Besitzansprüche juristisch zu klären. Hierzu sollten möglichst viele Interessenten Aktien zum Preis von jeweils 100,00 DM (später 50,00 Euro) erwerben können. Der Aufwand für die Gründung gestaltete sich – insbesondere wegen der notwendigen Hinzuziehung eines Notars – schwierig. Parallel dazu wurde eine Anwaltskanzlei für die bevorstehenden gerichtlichen Auseinandersetzungen gesucht.
Im November 2000 wurden die Satzung für eine Gesellschaft mit beschränkter Haftung und eine Kommanditgesellschaft auf Aktien beschlossen. Das Gründungskapital der KGaA betrug 75.000,00 Euro. An der GmbH, die mit einem Stammkapital von 30.000,00 Euro gegründet und am 13. März 2001 ins Handelsregister eingetragen wurde, war zunächst die Landsmannschaft Ostpreußen mit 40 Prozent beteiligt, 2001 erwarb die Landsmannschaft Schlesien 10 Prozent der Anteile.
Nach der Erschöpfung des Rechtswegs auch in Deutschland wurde die KGaA mit einstimmigem Hauptversammlungsbeschluss vom 31. August 2022 aufgelöst und am 1. Juli 2025 gelöscht. Die Komplementär-GmbH soll bis auf Weiteres fortbestehen.

## Struktur und Ziele
Das Unternehmen ist nach eigener Aussage eine „Selbsthilfeorganisation der Vertriebenen“, die private und individuelle Eigentumsansprüche sichern und geltend machen will. Die Preußische Treuhand fordert ausdrücklich keine finanzielle Entschädigung, sondern die Rückgabe der nach dem Zweiten Weltkrieg enteigneten Güter und Besitztümer.
Gegenwärtiges Ziel ist die „Erhaltung bzw. Sicherung von Ansprüchen auf Grundeigentum und anderen Vermögenswerten in den Preußischen Provinzen jenseits von Oder und Neiße“. Dabei soll das angesammelte Aktienkapital nicht angetastet werden.
Die anfangs verwendete, umstrittene englische Bezeichnung „Prussian Claims Society“, die bewusst auf die Parallele zur Jewish Claims Conference hinweisen sollte, wird nur noch im Firmennamen angegeben. Jedoch befürwortet die Preußische Treuhand auch die Rückgabe jüdischen Eigentums in den ehemaligen Ostgebieten an Überlebende des Holocausts oder ihre Erben.
Langjährige Geschäftsführer der GmbH waren die Vertriebenen Torne Möbius und Regierungsdirektor a. D. Dr. Dr. Ehrenfried Mathiak. Aufsichtsratsvorsitzender der KGaA war zuletzt der Vertriebenenpolitiker Rudi Pawelka. Das gezeichnete Kapital betrug 218.350,00 Euro per 1. März 2019. Die Jahresabschlüsse und Termine der Hauptversammlungen der KGaA wurden im elektronischen Bundesanzeiger und Unternehmensregister bekanntgegeben.

## Politische Auseinandersetzung
Die Preußische Treuhand steht mit ihrem Anspruch im Konflikt mit der Politik der derzeitigen Bundesregierung, die die Geltendmachung solcher Ansprüche nicht unterstützt. Anfang August 2004 brachte der damalige Bundeskanzler Gerhard Schröder (SPD) dies bei einem Staatsbesuch in Polen öffentlich zum Ausdruck. Seine Nachfolgerin Angela Merkel (CDU) schloss sich dieser Haltung an.
Auch die ehemalige Präsidentin des Bundes der Vertriebenen (BdV), Erika Steinbach, hat sich mehrmals deutlich von der Preußischen Treuhand und ihren Zielen distanziert. Der damalige Treuhand-Chef Pawelka bewertete dies im November 2004 allerdings als eine „Kehrtwende“ der BdV-Präsidentin: „Noch vor einem Jahr hat die BdV-Bundesversammlung entschieden, dass man im Zuge der EU-Osterweiterung alle rechtlichen Möglichkeiten, die die EU zur Heilung des Unrechts bietet, ausschöpfen will. Das ist der Klageweg.“ Das polnische Parlament drohte im Gegenzug mit Kriegsreparationsforderungen an Deutschland und forderte in einer einstimmig verabschiedeten Resolution die polnische Regierung zu entsprechenden Schritten gegen Deutschland auf.
Die Klagen der Organisation belasteten das deutsch-polnische Verhältnis. Nach einer missverständlichen Äußerung der polnischen Außenministerin Anna Fotyga, dass die polnische Regierung aufgrund der Klage möglicherweise den 1990 geschlossenen Grenzvertrag zwischen beiden Nationen neu verhandeln wolle, dementierten die polnische Botschaft in Berlin und das Außenamt in Warschau dies in einer Erklärung und teilten gegenüber Spiegel Online mit, Fotyga habe nicht den Grenzvertrag von 1990 gemeint, sondern das Nachbarschaftsabkommen von Juli 1991.

## Erfolglose Klage vor dem Europäischen Gerichtshof für Menschenrechte
Im Dezember 2006 verklagte die Preußische Treuhand Polen auf Rückübertragung des verlorenen Eigentums in den ehemaligen deutschen Ostgebieten und wegen der Verletzung des Art. 3 der Europäischen Menschenrechtskonvention, indem sie zunächst 22 Einzelbeschwerden beim Europäischen Gerichtshof für Menschenrechte einreichte. Eine weitere Beschwerde wurde später vorgelegt. Im Oktober 2008 wurden alle 23 Beschwerden vom Gerichtshof für unzulässig erklärt. Da die Europäische Menschenrechtskonvention 1953 in Kraft trat und Polen diese 1993 ratifiziert habe, seien Klagen gegen den Staat Polen wegen der Konfiszierungen aus dem Jahr 1945 unzulässig. Bezüglich der in der Klage erwähnten Verstöße gegen das Grundrecht auf Schutz des Lebens und das Folterverbot (Art. 3. EMRK) bemerkte das Gericht, dass Polen zum Zeitpunkt der Ereignisse weder juristisch noch tatsächlich Kontrolle über die deutschen Territorien in Polen gehabt habe und daher die Taten nicht dem heutigen Staat angelastet werden könnten.